# Traves (Górna Saona)
Traves – miejscowość i gmina we Francji, w regionie Burgundia-Franche-Comté, w departamencie Górna Saona.
Według danych na rok 1990 gminę zamieszkiwało 367 osób, a gęstość zaludnienia wynosiła 30 osób/km² (wśród 1786 gmin Franche-Comté Traves plasuje się na 398. miejscu pod względem liczby ludności, natomiast pod względem powierzchni na miejscu 321.). W rzymskiej świątyni w Traves można było zobaczyć wiszące w powietrzu posąg Merkurego. "Cud" ten opierał się na zastosowaniu magnesu.
- Peter James, Nick Thorpe, Dawne wynalazki,Warszawa 1997, s. 137.